# Ferenc Pataki
Ferenc Pataki (* 18. September 1917 in Budapest; † 25. April 1988 ebenda) war ein ungarischer Turner.

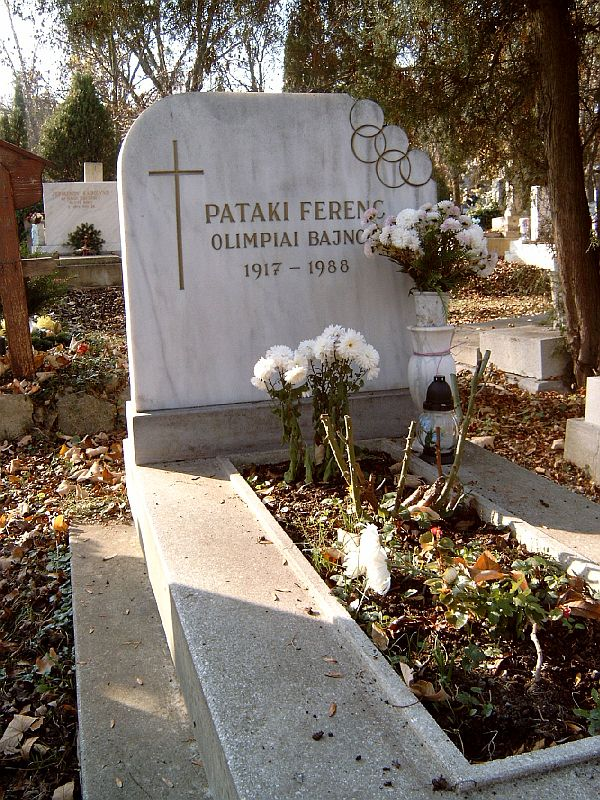
Das Grab von Ferenc Pataki auf dem Farkasréti temető in Budapest

## Leben
Aus einem ärmlicheren Elternhaus stammend, entdeckte Pataki seine Leidenschaft für das Turnen im Alter von 12 Jahren anlässlich eines Zirkusbesuchs. Er war fasziniert von den akrobatischen Bewegungen – „Saltos und schwindelerregende Sprünge“ – dass er den Entschluss fasste, selbst Turner zu werden.
Zu Beginn seiner Karriere nahm er an einigen nationalen Wettbewerben in Ungarn teil und gewann sogar 1939 die nationale Meisterschaft im Turnen, musste aber aufgrund des Zweiten Weltkriegs seine Sportlerkarriere zeitweise ganz aufgeben.
Er gewann nach dem Kriegsende 1948, bei den Olympischen Sommerspielen in London die Goldmedaille im Bodenturnen sowie je eine Bronzemedaille im Pferdsprung und im Mannschaftsmehrkampf der Turner. Bei den darauffolgenden Olympischen Sommerspielen 1952 in Helsinki nahm er erneut teil, blieb aber medaillenlos.
Pataki beendete seine Sportlerkarriere darauf im Jahr 1953 und lehrte danach Akrobatik an der nationalen ungarischen Zirkusschule.
Er starb 1988 nach schwerer Krankheit im Alter von 70 Jahren.

## Sportliche Erfolge
- Olympiasieger im Bodenturnen der Männer 1948
- dritter Platz beim Pferdespringen der Männer bei den Olympischen Sommerspielen 1948
- dritter Platz im ungarischen Gesamtteam der Männer bei den Olympischen Sommerspielen 1948
- sechster Platz im ungarischen Gesamtteam der Männer bei den Olympischen Sommerspielen 1952
- siebter Platz bei den Leichtathletik-Weltmeisterschaften 1954 im Bodenturnen der Männer
- sechsunddreißigfacher ungarischer Meister